# 8434 Columbianus
8434 Columbianus è un asteroide della fascia principale. Scoperto nel 1960, presenta un'orbita caratterizzata da un semiasse maggiore pari a 2,9717299 UA e da un'eccentricità di 0,2490204, inclinata di 3,12900° rispetto all'eclittica.